# Torrão (Alcácer do Sal)
Torrão is een plaats (freguesia) in de Portugese gemeente Alcácer do Sal en telt 2758 inwoners (2001).